# Smrdljivci
Smrdljivci (latinski: Mephitidae) porodica je sisavaca koja pripada natporodici Musteloidea. Smrdljivci su poznati po svojoj sposobnosti izbacivanja tekućina s jakim zadahom. Različite vrste smrdljivaca variraju u izgledu od crno-bijelih do smeđih ili krem obojenih, iako sve imaju upozoravajuću obojenost.

## Sistematika
Postoji 12 vrsta smrdljivaca, raspoređenih u četiri roda: Conepatus (4 vrste), Mephitis (2 vrste), Mydaus (2 vrste), Spilogale (4 vrste). Dvije vrste iz roda Mydaus nastanjuju Indoneziju i Filipine, dok članovi ostalih rodova žive u Amerikama, rasprostirući se od Kanade do centralne Južne Amerike. Svi ostali rodovi smrdljivaca su izumrli, a poznati su jedino na osnovu fosilnih ostataka, uključujući i vrste koje su nastanjivale Euroaziju.
Svi članovi ove porodice, izuzev roda Mydaus, ranije su bili klasificirani kao potporodica porodice kuna (Mustelidae), ali su nedavni genetički dokazi doveli do toga da smrdljivci postanu zasebna porodica.
| Slika | Rod                                                  | Živuće vrste                                                                              |
| ----- | ---------------------------------------------------- | ----------------------------------------------------------------------------------------- |
|       | Conepatus Gray, 1837.                                | - Conepatus chinga - Conepatus humboldtii - Conepatus leuconotus - Conepatus semistriatus |
|       | Mephitis É. Geoffroy Saint-Hilaire and Cuvier, 1795. | - Mephitis macroura - Mephitis mephitis                                                   |
|       | Mydaus Cuvier, 1821.                                 | - Mydaus javanensis - Mydaus marchei                                                      |
|       | Spilogale Gray, 1865.                                | - Spilogale angustifrons - Spilogale gracilis - Spilogale putorius - Spilogale pygmaea    |